# Lemmo (vaso)
Il lemmo è un recipiente di terracotta smaltato e vetrificato tipico dell'artigianato siciliano.

## Storia
L'introduzione in Sicilia della tecnica della vetrificazione e dell’impermeabilizzazione utile a rendere i recipienti di terracotta adatti all’uso alimentare avviene nel X secolo durante la dominazione araba. Tradizionalmente il lemmo ha forma di tronco di cono ed è decorato con smalto bianco chiazzato con macchie di colore verde o blu, ma nelle versioni più moderne è dipinto con fantasie più variegate.
All'utilizzo tradizionale più legato a scopi alimentari, in epoca moderna si è affiancata la considerazione del lemmo come oggetto d'arte per arredo, a volte anche utilizzato come lavabo.